# Strada statale 54 del Friuli
La strada statale 54 del Friuli (SS 54) è un'importante strada statale italiana.

## Storia

Il tracciato della strada nel 1928

La SS 54 venne istituita nel 1928 con il seguente percorso: "Innesto con la n. 13 presso Codroipo - Udine - Caporetto - Saga - Plezzo - Passo del Predil (doppio percorso) - Tarvisio - confine jugoslavo verso Radece."
Nel 1932 l'origine della strada venne arretrata a Udine: il tratto così compreso tra Codroipo e Udine divenne parte della SS 13.
In seguito alla modifica dei confini conseguente al trattato di Parigi del 1947, la tratta centrale della strada venne assegnata alla Jugoslavia. Per questo motivo oggi la SS 54 appare divisa in due tronchi.

## Strada statale 54 del Friuli (1° tronco)
Il primo tronco della strada statale 54 del Friuli (SS 54) collega Udine al confine di stato con la Slovenia, nei pressi di Stupizza (frazione del comune di Pulfero).
La strada inizia nella periferia est di Udine; dopo aver superato Remanzacco e Moimacco entra a Cividale del Friuli. Dopo la città ducale prosegue verso le valli del Natisone toccando i comuni di San Pietro al Natisone e Pulfero. A Stupizza è posto il confine di Stato con la Slovenia, al km 34,121.
Qui termina il primo tronco della strada. Essa è il più importante collegamento fra le valli del Natisone e il capoluogo friulano. Proseguendo in territorio sloveno si raggiunge il paese di Caporetto.

### Fortificazione di Sanguarzo
Lungo la SS 54 circa all'altezza del km 19 nel comune di Cividale del Friuli, poco dopo la frazione di Sanguarzo, verso nord, durante la guerra fredda vi era una fortificazione della fanteria d'arresto che faceva parte della cosiddetta soglia di Gorizia, affidata al 52º Battaglione fanteria d'arresto "Alpi", che costituiva una linea d’irrigidimento e protezione del sistema difensivo posto allo sbocco delle valli.

## Strada statale 54 del Friuli (2° tronco)
Il secondo tronco della strada statale 54 del Friuli (SS 54) inizia al passo del Predil, km 81,325, dove esce dal territorio sloveno e, dopo aver toccato Cave del Predil, Tarvisio e alcune sue frazioni (Fusine in Valromana e Fusine Laghi), entra poco dopo ancora in Slovenia, al valico di Fusine, dove da là si raggiunge le città di Kranjska Gora e Jesenice.

## Diramazioni e varianti

### Strada statale 54 diramazione
La SS54dir si dirama dalla rotonda a sud di Cividale del Friuli. Percorre un rettilineo di un paio di chilometri a sud di Cividale, per poi terminare in un incrocio sulla strada regionale 356.

L'intera diramazione è intitolata via Alpe Adria.

### Strada statale 54 variante
La variante inizia dalla stessa rotatoria dalla quale inizia la SS54dir, continua su un nuovo tracciato costruito nel 2020 per poi terminare in centro a Cividale, nei pressi della stazione ferroviaria cittadina.